# Chiesa di San Clemente (Padula)
La chiesa di San Clemente, situata nel centro storico della città di Padula, era una parrocchia signorile.

## Origini
Fondata tra il Duecento e il Trecento, si trova ai piedi dell’antico sito del castello.
Scarse le notizie e i documenti riguardanti la storia della chiesa, si può risalire al fatto che nella metà del 1600 furono congiunti un ospedale e un luogo di sepoltura.
Agli inizi del XX secolo, la chiesa era già stata ricostruita e trasformata in più parti, a causa dei danni causati da violente scosse del terremoto del 1857. Chiusa dopo il terremoto del 1980, riaprì dopo il 1998.

## Struttura

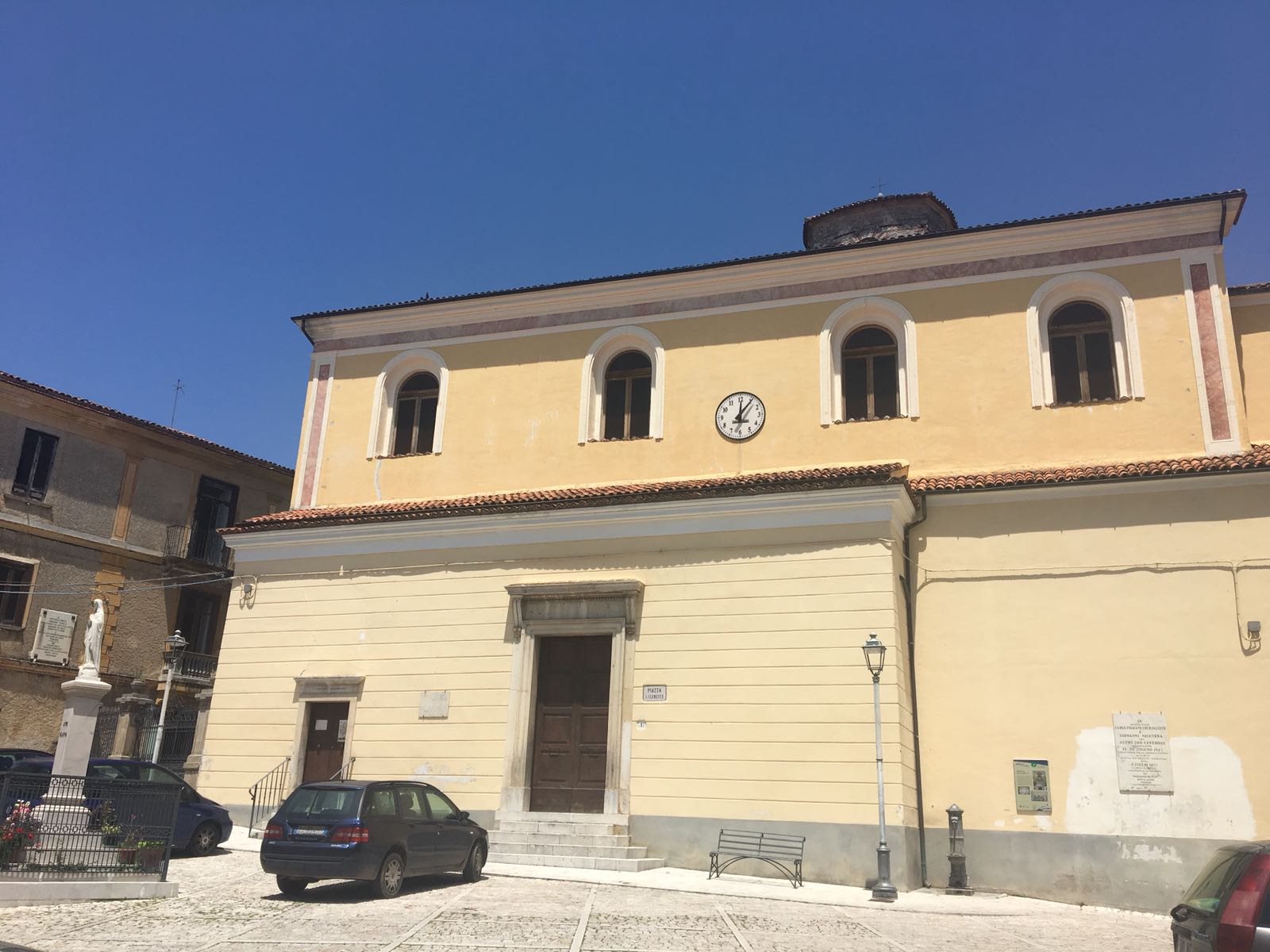
Esterno della chiesa di San Clemente

Crollato il soffitto piano, ne fu costruito uno nuovo con una volta a botte e in più si aggiunse un nuovo corpo di fabbrica verso la Piazza per ricavarne i due ingressi attuali: originariamente, infatti, l’ingresso era situato nel lato ovest della chiesa.
L’ingresso principale, incorniciato da un portale architravato, determina la particolarità di accedere all’aula, nella sua parte centrale, costituita da una sola navata a forma rettangolare, illuminata da cinque finestroni a tutto sesto. 
Un arco trionfale incornicia l'altare maggiore, alle cui spalle si trova la sacrestia che dà accesso al campanile e ai matronei posti ai due lati dell’altare; il matroneo di sinistra è collegato al corridoio del campanile utilizzato in passato dai signori di Padula che passavano, così, direttamente dal giardino al matroneo per assistere alle funzioni.
L’altare maggiore, sollevato di tre scalini, è in pietra e marmi policromi: sopra di esso un'edicola in legno dorato e vetro ospita la statua della Madonna del Rosario.
Il campanile, in muratura di pietrame a vista, si sviluppa su tre ordini; i primi due sono a sezione quadrata, il terzo è di forma poligonale.